# Bob Angelo-penning
De Bob Angelo-penning is prijs die jaarlijks wordt uitgereikt aan personen, groepen of organisaties die zich op bijzondere wijze op nationaal of internationaal niveau verdienstelijk hebben gemaakt voor de emancipatie van homoseksuele mannen en lesbische vrouwen. De prijs wordt uitgereikt door COC Nederland, en werd in 1991 ingesteld als postume hommage aan de in 1988 overleden COC-oprichter Nico Engelschman, die vanaf 1940 publiceerde onder het pseudoniem Bob Angelo.
Sinds 2013 vond de uitreiking plaats tijdens het COC-nieuwjaarsevenement True Colors in Paradiso, voor het laatst in januari 2020. Onder meer door de coronacrisis was de eerstvolgende uitreiking pas weer in januari 2025, ditmaal in de Melkweg.

## Laureaten
Laureaten van de Bob Angelo-penning zijn:

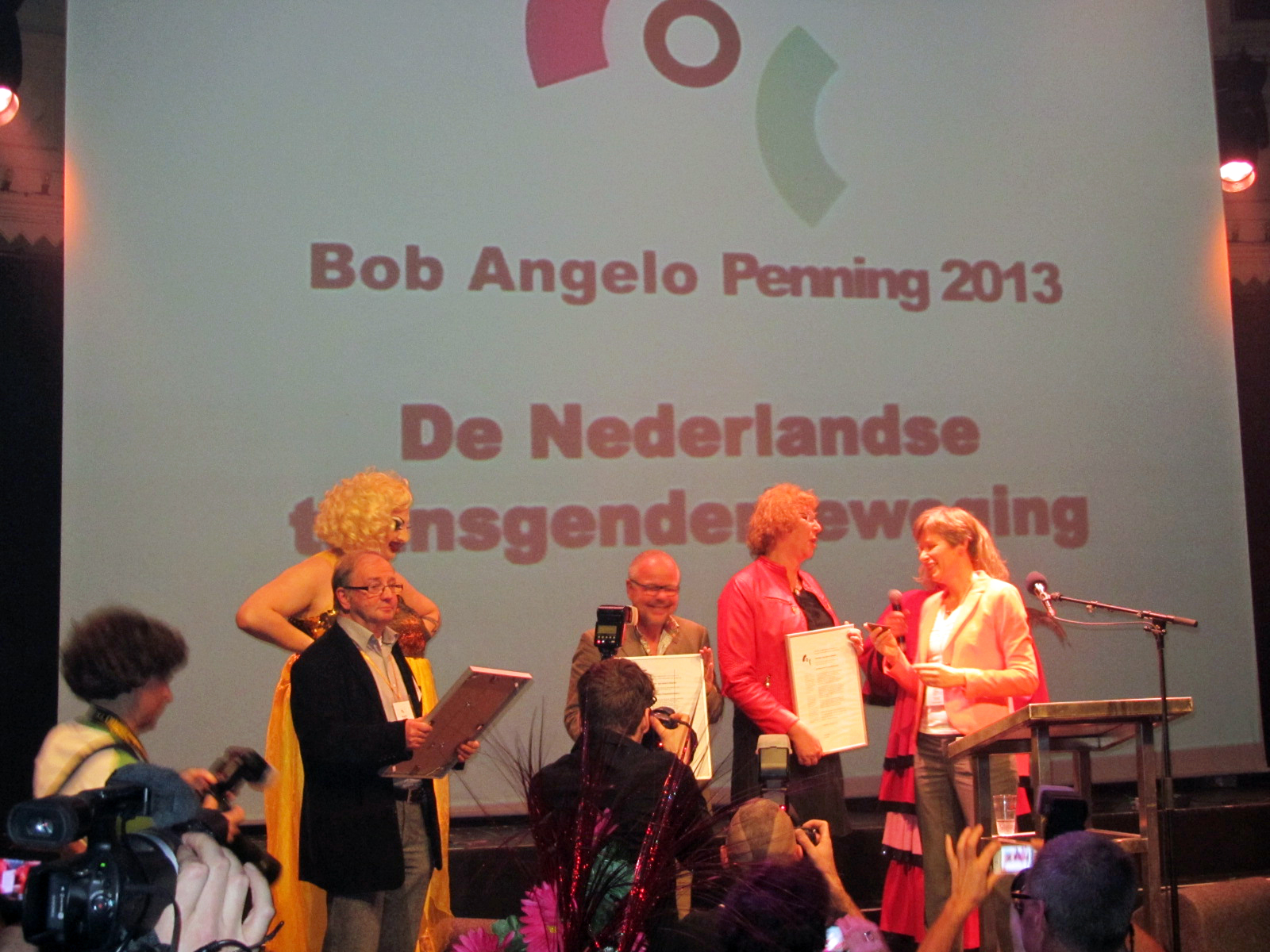
Uitreiking van de Bob Angelo Penning 2013 aan de transgenderbeweging, tijdens de nieuwjaarsreceptie van het COC in Paradiso op 27 januari 2013.

- 1991: oud-voorzitter Benno Premsela, regisseur Derek Jarman en regisseur Ulrike Ottinger
- 1992: minister van defensie Relus ter Beek en voorzitter van de Werkgroep Homoseksualiteit en Krijgsmacht luitenant-kolonel René Holtel
- 1993: auteur Andreas Burnier
- 1994: studentenpastor Jan van Kilsdonk
- 1995: tv-presentator Paul de Leeuw
- 1996: choreograaf Hans van Manen
- 1997: Marjan Sax, oprichtster van Mama Cash
- 1998: socioloog Rob Tielman
- 2003: scheidsrechter John Blankenstein
- 2006: Gay Krant-oprichter Henk Krol
- 2007: activiste en euro-parlementariër Joke Swiebel
- 2009: homojongeren Stichting PANN
- 2010: programmamaker Arie Boomsma en de Remonstrantse Broederschap
- 2011: fotograaf Erwin Olaf en de politiewerkgroep Roze in Blauw
- 2012: politicus Boris Dittrich en Maria van Oosten, oprichtster van tijdschrift Zij aan Zij
- 2013: de Nederlandse transgenderbeweging en de imam Mushin Hendricks
- 2014: de schrijfster Carry Slee, de Zweedse activist Thomas Hammarberg en de predikant Wielie Elhorst
- 2015: de televisieserie SpangaS en voorvechtster van lhbti-belangen Judith Schuyf[2]
- 2016: de organisator van de Amsterdam Gay Pride en hiv-activist Leo Schenk[3]
- 2017: Miriam van der Have voor de emancipatie van intersekse personen en André van Duin voor "de vanzelfsprekende wijze waarop hij als zeer bekende Nederlander al bijna een halve eeuw bijdraagt aan de acceptatie van homoseksualiteit".[4]
- 2018: het 30-jaar bestaande Homomonument en sportactivist Karin Blankenstein.[5]
- 2019: lhbti-activist Hans Verhoeven en Kevin Jennings, initiatiefnemer van de Gender & Sexuality Alliances (GSA) op scholen[6]
- 2020: travestie-artiest Dolly Bellefleur en Anne Krul, die zich inzet voor lhbti-personen van kleur.[7]
- 2025: mediapersoonlijkheid Tanja Jess, pionier voor lhbti+ personen van kleur Ligya Wachter en de organisatie voor regenbooggezinnen Meer dan Gewenst.[1]

## Afgeleiden
Naast de Bob Angelo Penning werd vanaf 1998 bij gelegenheid ook een Bob Angelo-oorkonde uitgereikt aan personen en/of organisaties die een bijzondere prestatie geleverd hebben ter bevordering van de lhbti-emancipatie. In 2003 werd deze oorkonde bijvoorbeeld uitgereikt aan de jurist Jan Wolter Wabeke.
Naast de penning en de oorkonde werd in januari 2013 door het COC ook het Bob Angelo-fonds ingesteld. Dit fonds zou kleinschalige initiatieven gaan stimuleren en financieren die gericht zijn op sociale acceptatie van lhbti's.
Sinds het 75-jarig jubileum van het COC in 2021 worden ook elk jaar de "Bob Angelo Sterren van de Toekomst" uitgereikt aan veelbelovende jonge activisten.